# Wesley Morgan
Pour l’article homonyme, voir Morgan.

Wesley Francis Morgan né au Canada est un acteur et un mannequin canadien connu pour son rôle de Skander Hill dans le téléfilm Harriet l'espionne : La Guerre des Blogs, le rôle récurrent de Sam dans la série télévisée Degrassi : La Nouvelle Génération et dans le film The Rocker dans le rôle de Prom King Josh.

## Filmographie

### Cinéma
- 2008 : The Rocker : Prom King Josh
- 2013 : Wolves de David Hayter : Brad
- 2014 : Forsaken de Jon Cassar : Sam Hatch

### Télévision

#### Séries télévisées
- 2007 : Objection! : Matt
- 2008 : Paradise Falls : Ethan Banning
- 2009 : Degrassi : La Nouvelle Génération : Sam
- 2009-2010 : La Méthode Becky : Jack Braddock
- 2010 : Les vies rêvées d'Erica Strange : Chris
- 2010 : Falling Skies : Simms
- 2010 : Les Aventuriers de Smithson High : Hunter O'Herlihy
- 2011-2013 : Really Me! : Brody Cooper
- 2012 : Less Than Kind : Frank
- 2015 : Saving Hope : Hayden Watts
- 2015 : Between : Kevin

#### Téléfilms
- 2010 : Harriet l'espionne : La Guerre des blogs (Harriet the Spy: Blog Wars) : Skander Hill
- 2013 : Un Noël sans fin (Pete's Christmas) de Nisha Ganatra : Jake Kidder
- 2014 : La vie secrète d'une mère célibataire (The Secret Sex Life of a Single Mom) : Payton / Delaine's Online date